# سرخه‌دیزه
سرخه‌دیزه، روستایی است از توابع بخش مرکزی شهرستان دالاهو استان کرمانشاه ایران.

## جمعیت
این روستا در دهستان حومه کرند قرار داشته و بر اساس سرشماری سال ۱۳۸۵ جمعیت آن (۶۶خانوار) ۳۰۰نفر بوده‌است.

## تاریخچه
سرخه دیزه از توابع شهرستان دالاهو، در ۲۵ کیلومتری شهر سرپل ذهاب، ۳۰ کیلومتری کرند غرب و ۱۲۵ کیلومتری کرمانشاه قرار دارد. منطقه سرخه دیزه دارای یکی از زیباترین دره‌های استان کرمانشاه است که پوشیده از درختان بلوط، ارجن و ون است که در فصول مختلف سال به ویژه بهار و تابستان از زیبایی فوق‌العاده‌ای برخوردار است. این روستا از شمال به کوه بانه ریزه، از غرب به کوه نوار و از جنوب غرب به کوه گورجو محدود می‏‌شود، ارتفاع روستای سرخه دیزه از سطح دریا ۱۱۹۰ متر است و اقلیمی معتدل و خشک دارد.

## پوشش گیاهی
دامنه این کوه‌ها از درختان کهنسال بلوط، ارژن و زالزالک وحشی پوشیده شده است. در فصل زمستان نیز برف کوهستان چشم‌انداز زیبایی را پدیدمی‌آورد. از دیگر جاذبه‌های طبیعی روستای سرخه دیزه دیوارهای بلند صخره‌ای است که در میان آنها جریان آب عبور کرده و پوششی سر سبز و خرم به وجود آورده است. منطقه جنگلی اروند چوب و انارک با گیاهان دارویی گل گاوزبان، گل سفید، تلخ بیان، گون و ریواس پوشیده شده است. همچنین دشت‌های پر از شقایق از دیگر زیبایی‌های این روستاست.

## پوشاک و صنایع دستی
پوشاک مردان و زنان روستای سرخه دیزه از انواع لباس‌های کردی محلی است. پوشش مردان شامل عرق‌چین (نوعی کلاه)، سربند، کرواسی فقیانه (نوعی پیراهن با آستین بلند)، کوله بال (پیراهن آستین‌دار)، قبا (نوعی لباس)، سخمه (نوعی لباس جلوباز)، شال، سلته (نوعی نیم تنه)، پاپوش (نوعی گیوه) است. پوشاک زنان نیز از سربند، زیرپوش، کلنجه (نوعی کت زنانه با تزئینات) پیراهن، یل (لباسی آستین‌دار، قبا (نوعی لباس)، روپوش و جافی (نوعی شلوار) تشکیل شده است. بخشی از مردم روستای سرخه دیزه به فعالیت‌های خدماتی و تولید صنایع دستی اشتغال دارند و قالی عمده‌ترین محصول صنعت دستی این روستا است

## موسیقی
هوره از موسیقی‌های قدیم کردی است و همراه با اشعار و نغمه‌های محلی اجرا می‌شود. هوره را در قدیم همراه با تنبور اجرا می‌کردند. دراویش قادریه مقام هوره را با جذبه و حالت گریه و استغاثه به صورت عرفانی و در آیین‌های خاص به کار می‌برند. رایجترین موسیقی روستا نواختن مقامات سنتی تنبور، سرنا و دهل و همچنین موسیقی آوازی هوره است

## آثار تاریخی
قلعه سرخه‌دیزه مربوط به دوره ساسانیان است و در شهرستان دالاهو، بخش مرکزی، روستای سرخه دیزه واقع شده و این اثر در تاریخ ۱۸ خرداد ۱۳۸۴ با شمارهٔ ثبت ۱۱۸۶۶ به‌عنوان یکی از آثار ملی ایران با عنوان «بقایای بنای سرخه‌دیزه (تپه شماره ۱ و ۲ سرخه‌دیزه)» به ثبت رسیده است.

## منبع
1. ↑  درگاه ملی آمار
2. ↑  «سرخه دیزه». سیری در ایران. دریافت‌شده در ۲۷ بهمن ۱۳۹۵.[پیوند مرده]
3. ↑  «روستای سرخه دیزه کرمانشاه یادگاری از دوران ساسانیان». ایرانا. دریافت‌شده در ۲۷ بهمن ۱۳۹۵.[پیوند مرده]
4. ↑  «روستای سرخه دیزه». میراث فرهنگی استان کرمانشاه. بایگانی‌شده از اصلی در ۳ دسامبر ۲۰۱۸. دریافت‌شده در ۲۷ بهمن ۱۳۹۵.
5. ↑  «دانشنامهٔ تاریخ معماری و شهرسازی ایران‌شهر». وزارت راه و شهرسازی. بایگانی‌شده از روی نسخه اصلی در ۶ اکتبر ۲۰۱۹. دریافت‌شده در ۱۰ اکتبر ۲۰۱۹.